# Wojciech Rudy
Wojciech Władysław Rudy, född den 24 oktober 1952 i Katowice, Polen, är en polsk fotbollsspelare som tog OS-silver i fotbollsturneringen vid de olympiska sommarspelen 1976 i Montréal.